# 전주국제영화제
전주국제영화제(全州國際映畵祭, Jeonju International Film Festival, Jeonju IFF)는 대한민국 전북특별자치도 전주시에서 개최되는 국제영화제로 부분 경쟁을 도입한 비경쟁 국제영화제이다. 전주국제영화제의 모토는 동시대 영화 예술의 대안적 흐름과 독립•실험영화의 최전선에 놓인 작품들을 소개하는 것이다. 미래 영화의 주역이 될 수 있는 영화인들의 재능을 발굴하고, 창의적인 실험과 독립정신을 지지하며, 전 세계 영화작가들이 만나고 연대하는 기회를 제공한다. 장편 제작•투자 프로그램인 전주시네마프로젝트(JCP)는 지원•제작•배급 등 영화산업 제반 영역을 아우르는 전주국제영화제의 독자적 브랜드로 입지를 굳히고 있다.
2000년 제1회 전주국제영화제를 시작으로 매년 개최되고 있으며, 전주국제영화제조직위가 주관하고 전주시가 주최한다.

## 역사
| 연도   | 회차 | 개막일   | 폐막일   | 개막작                           | 폐막작                       | 상영작품     |
| 2000년 | 1    | 4월 28일 | 5월 4일  | 오! 수정                         | M/OTHER                      | 21개국 184편 |
| 2001년 | 2    | 4월 27일 | 5월 3일  | 와이키키 브라더스                | 이것은 나의 달               | 28개국 202편 |
| 2002년 | 3    | 4월 26일 | 5월 2일  | KT                               | 형                           | 32개국 265편 |
| 2003년 | 4    | 4월 25일 | 5월 4일  | 여섯개의 시선                    | 파 프롬 헤븐                 | 36개국 171편 |
| 2004년 | 5    | 4월 23일 | 5월 2일  | 가능한 변화들                    | 노벰버                       | 30개국 286편 |
| 2005년 | 6    | 4월 23일 | 5월 2일  | 디지털 삼인삼색 2005             | 남극일기                     | 31개국 176편 |
| 2006년 | 7    | 4월 23일 | 5월 2일  | 오프사이드                       | 내 청춘에게 고함             | 42개국 194편 |
| 2007년 | 8    | 4월 26일 | 5월 4일  | 오프로드                         | 익사일                       | 37개국 185편 |
| 2008년 | 9    | 5월 1일  | 5월 9일  | 입맞춤                           | 시선 1318                    | 40개국 195편 |
| 2009년 | 10   | 4월 30일 | 5월 8일  | 숏!숏!숏! 2009                   | 마찬                         | 42개국 200편 |
| 2010년 | 11   | 4월 29일 | 5월 7일  | 키스할 것을                      | 알라마르                     | 49개국 209편 |
| 2011년 | 12   | 4월 28일 | 5월 6일  | 씨민과 나데르의 별거             | 다시 태어나고 싶어요, 안양에 | 38개국 190편 |
| 2012년 | 13   | 4월 26일 | 5월 4일  | 시스터                           | 심플 라이프                  | 42개국 184편 |
| 2013년 | 14   | 4월 25일 | 5월 3일  | 폭스파이어                       | 와즈다                       | 46개국 190편 |
| 2014년 | 15   | 5월 1일  | 5월 10일 | 신촌좀비만화                     |                              | 44개국 181편 |
| 2015년 | 16   | 4월 30일 | 5월 9일  | 소년 파르티잔                    |                              | 47개국 200편 |
| 2016년 | 17   | 4월 28일 | 5월 7일  | 본 투 비 블루                    | 죽거나 혹은 나쁘거나         | 45개국 211편 |
| 2017년 | 18   | 4월 27일 | 5월 6일  | 우리는 같은 꿈을 꾼다: 몸과 영혼 | 서바이벌 패밀리              | 58개국 229편 |
| 2018년 | 19   | 5월 3일  | 5월 12일 | 야키니쿠 드래곤                  | 개들의 섬                    | 45개국 241편 |
| 2019년 | 20   | 5월 2일  | 5월 11일 | 나폴리: 작은 갱들의 도시         | 스킨                         | 52개국 262편 |
| 2020년 | 21   | 5월 28일 | 9월 20일 |                                  |                              |              |
| 2021년 | 22   |          |          |                                  |                              |              |
| 2022년 | 23   |          |          |                                  |                              |              |

## 디지털 삼인삼색

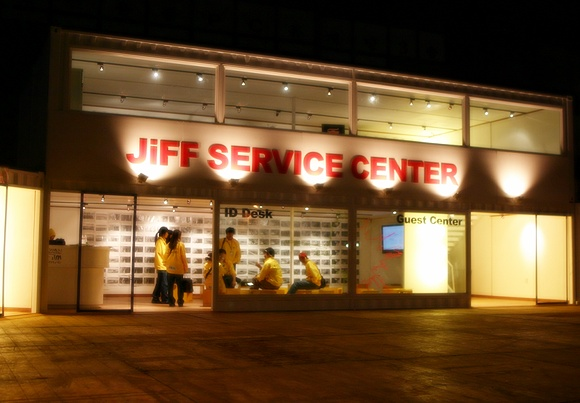
지프 서비스 센터

디지털 삼인삼색은 전주국제영화제 기간 중 프리미어 상영과 배급을 목적으로 하는 단편 디지털 영화 제작을 위한 프로젝트로 전주국제영화제가 선정한 3명의 감독에게 5천만 원의 제작비를 지원하여 각각 약 30분 분량의 디지털 영화를 제작하도록 하는 프로젝트로 2000년 제1회 전주국제영화제부터 시작된 대표적인 프로그램 섹션이다. 2006년 7회 영화제까지는 아시아 감독을 선정하여 제작하였으나 2007년 8회에는 유럽, 2008년 9회에는 아프리카 감독을 선정하여 그 폭을 넓혔다.
| 회차 | 상영 작품 |
| 1    | 디지털 삼인삼색 2000 |
| 1    | - 빤스 벗고 덤벼라 - 박광수 대한민국 - 달 세뇨 : 밤의 이름 - 김윤태 대한민국 - 진싱 파일 - 장위엔 중국                         |
| 2    | 디지털 삼인삼색 2001 |
| 2    | - 공공장소 - 지아장커 중국 - 신과의 대화 - 챠이밍량 대만 - 디지토피아 - 존 아캄프라 영국                                       |
| 3    | 디지털 삼인삼색 2002 |
| 3    | - 히로시마에서 온 편지 - 스와 노부히로 일본 - 서바이벌 게임 - 문승옥 대한민국 - 설날 - 왕 샤오수와이 중국                      |
| 4    | 디지털 삼인삼색 2003 |
| 4    | - 처마 밑의 부랑아처럼 - 아오야마 신지 일본 - 다프 - 바흐만 고바디 이란 - 디지털 探索 - 박기용 대한민국                        |
| 5    | 디지털 삼인삼색 2004 |
| 5    | - 인플루엔자 - 봉준호 대한민국 - 경심 - 이시이 소고 일본 - 마지막 춤을 나와 함께 - 유릭와이 중국                               |
| 6    | 디지털 삼인삼색 2005 |
| 6    | - 혼몽 - 츠카모토 신야 일본 - 마법사(들) - 송일곤 대한민국 - 세계의 욕망 - 아피찻퐁 위라세타쿤 태국                            |
| 7    | 디지털 삼인삼색 2006 |
| 7    | - 어바웃 러브 - 다레잔 오미르바예프 카자흐스탄 - 휴일 없는 삶 - 에릭 쿠 싱가포르 - 12시간 20분 - 펜엑 라타나루앙 태국          |
| 8    | 디지털 삼인삼색 2007 |
| 8    | - 편지 - 유진 그린 프랑스 - 토끼 사냥꾼들 - 페드로 코스타 포르투갈 - 베스터보르크 수용소 - 하룬 파로키 독일                    |
| 9    | 디지털 삼인삼색 2008 |
| 9    | - 나의 어머니 - 나세르 케미르 튀니지 - 생일 - 이드리사 우에드라오고 부르키나파소 - 유산 - 무함마드 살레 아룬 차드              |
| 10   | 디지털 삼인삼색 2009 |
| 10   | - 나비들에겐 기억이 없다 - 라브 디아즈 필리핀 - 拍(코마) - 가와세 나오미 일본 - 첩첩산중 - 홍상수 대한민국                     |
| 11   | 디지털 삼인삼색 2010 |
| 11   | - 에너미 라인즈 - 드니 코테 캐나다 - 선철 - 제임스 베닝 미국 - 로잘린 - 마티아스 피녜이로 아르헨티나                           |
| 12   | 디지털 삼인삼색 2011 |
| 12   | - 데블 - 클레어 드니 프랑스 - 어느 아침의 기억 - 호세 루이스 게린 스페인 - 후예 - 장마리 스트라우브 프랑스                     |
| 13   | 디지털 삼인삼색 2012 |
| 13   | - 그레이트 시네마 파티 - 라야 마틴 필리핀 - 마지막 순간의 빛 - 비묵티 자야순다라 스리랑카 - 아직 할 말이 남았지만 - 잉 량 중국 |

## 수상작

### 2000년대

#### 제1회
| 시상 구분       | 수상작     | 감독          |
| --------------- | ---------- | ------------- |
| 우석상          | 《마더》   | 스와 노부히로 |
| JJ-Star상       | 《폭동》   | 존 아캄프라   |
| JIFF 최고인기상 | 《오디션》 | 미이케 다카시 |

#### 제2회
| 시상 구분       | 수상작                                             | 감독                |
| --------------- | -------------------------------------------------- | ------------------- |
| 우석상          | 《정오의 낯선 물체》                               | 아피찻퐁 위라세타쿤 |
| 우석상          | 《이것은 나의 달》                                 | 아소카 한다가마     |
| JJ-Star상       | 《벨기에 인의 성 생활 - 쾌락과 히스테리에 관하여》 | 얀 버쿼이           |
| JJ-Star상       | 《언제나 변함없는 여왕》                           | 토드 버로우         |
| JIFF 최고인기상 | 《센과 치히로의 행방불명》                         | 미야자키 하야오     |
| JIFF 최고인기상 | 《북경자전거》                                     | 왕 샤오슈아이       |

#### 제3회
| 시상 구분       | 수상작                     | 감독              |
| --------------- | -------------------------- | ----------------- |
| 우석상          | 《형》                     | 얀 얀 막          |
| JJ-Star상       | 《엔젤역 출구》            | 블라디미르 미차렉 |
| JIFF 최고인기상 | 《센과 치히로의 행방불명》 | 미야자키 하야오   |

#### 제4회
| 시상 구분       | 수상작          | 감독                |
| --------------- | --------------- | ------------------- |
| 우석상          | 《입학시험》    | 나세르 라파예       |
| JJ-Star상       | 《기묘한 동거》 | 마크 오티커         |
| JIFF 최고인기상 | 《스파이더》    | 데이비드 크로넌버그 |

#### 제5회
| 시상 구분         | 수상작                  | 감독            |
| ----------------- | ----------------------- | --------------- |
| 우석상            | 《두 생각 사이의 침묵》 | 바박 파야미     |
| 우석상 - 특별언급 | 《민》                  | 호 유항         |
| JJ-Star상         | 《스위트 하바나》       | 페르난도 페레즈 |
| JIFF 최고인기상   | 《커피와 담배》         | 짐 자무시       |

#### 제6회
| 시상 구분         | 수상작             | 감독                |
| ----------------- | ------------------ | ------------------- |
| 우석상            | 《추수기》         | 마리나 라즈베즈키나 |
| 우석상 - 특별언급 | 《나, 클라우디아》 | 크리스 에이브러햄   |
| JJ-Star상         | 《체코 드림》      | 비트 클루삭         |
| JJ-Star상         | 《옥시 하이드》    | 리우 지아 인        |
| 관객평론가상      | 《진실의 문》      | 김희철              |
| JIFF 최고인기상   | 《버터플라이》     | 필립 뮐             |

#### 제7회
| 시상 구분                   | 수상작                      | 감독              |
| --------------------------- | --------------------------- | ----------------- |
| 우석상                      | 《방랑자》                  | 드니 코테         |
| 우석상 - 특별언급           | 《전장의 미소》             | 매그너스 베즈마   |
| 우석상 - 특별언급           | 《카트 끄는 남자》          | 라민 바흐러니     |
| JJ-Star상                   | 《북쪽에서 온 이야기》      | 우루퐁 락사사드   |
| JJ-Star상 - 특별언급        | 《하얀 암낙타》             | 자비에 크리스티앙 |
| JJ-Star상 - 특별언급        | 《뉴욕에서 11,000키로미터》 | 오즈 샤리포브     |
| 관객평론가상                | 《쇼킹 패밀리》             | 김희철            |
| JIFF 최고인기상             | 《비르와 자라》             | 야시 초프라       |
| CGV 한국장편영화 개봉지원상 | 《사이에서》                | 이창재            |

| 시상 구분                        | 수상작                   | 감독                |
| -------------------------------- | ------------------------ | ------------------- |
| 우석상                           | 《다른 반쪽》            | 잉량                |
| 우석상 - 특별언급                | 《나의 아버지》          | 알렉산드로 안젤리니 |
| JJ-Star상                        | 《허스》                 | 김정중              |
| 관객평론가상                     | 《저수지에서 건진 치타》 | 양해훈              |
| JIFF 최고인기상                  | 《집시 카라반 이야기》   | 제스민 델랄         |
| CGV 한국장편영화 개봉지원상      | 《저수지에서 건진 치타》 | 양해훈              |
| KT&G상상마당상 - 최우수작품상    | 《성북항》               | 신민재              |
| KT&G상상마당상 - 감독상          | 《승아》                 | 김나영              |
| KT&G상상마당상 - 감독상 특별언급 | 《유년기의 끝》          | 김재원              |
| KT&G상상마당상 - 감독상 특별언급 | 《십분간 휴식》          | 김승현              |
| KT&G상상마당상 - 심사위원 특별상 | 《피는 멈추지 않는다》   | 김승현              |
| 아시아영화진흥기구상             | 《폭염》                 | 브릴얀테 멘도사     |

#### 제9회
| 시상 구분                        | 수상작                      | 감독              |
| -------------------------------- | --------------------------- | ----------------- |
| 우석상                           | 《도둑 맞은 남자》          | 마티아스 피녜이로 |
| 우석상 - 특별언급                | 《나의 마음은 지지 않았다》 | 안해룡            |
| JJ-Star상                        | 《낮술》                    | 노영석            |
| 관객평론가상                     | 《낮술》                    | 노영석            |
| JIFF 최고인기상                  | 《우린 액션배우다》         | 정병길            |
| CGV 한국장편영화 개봉지원상      | 《우린 액션배우다》         | 정병길            |
| KT&G상상마당상 - 최우수작품상    | 《기차를 세워 주세요》      | 한지혜            |
| KT&G상상마당상 - 감독상          | 《전병파는 여인》           | 김동명            |
| KT&G상상마당상 - 감독상 특별언급 | 《십우도4-득우, 두 모과》   | 이지상            |
| KT&G상상마당상 - 심사위원 특별상 | 《아이들》                  | 윤성현            |
| 아시아영화진흥기구상             | 《신의 아이들》             | 이승준            |

#### 제10회
| 시상 구분                        | 수상작                                    | 감독                 |
| -------------------------------- | ----------------------------------------- | -------------------- |
| 우석상                           | 《하수구》                                | 쉐라드 안소니 산체즈 |
| JJ-Star상                        | 《사람을 찾습니다》                       | 이서                 |
| JJ-Star상 - 특별언급             | 《로니를 찾아서》                         | 심상국               |
| JJ-Star상 - 특별언급             | 《소규모 아카시아 밴드 이야기》           | 민환기               |
| 관객평론가상                     | 《반두비》                                | 신동일               |
| JIFF 최고인기상                  | 《P짱은 내 친구》                         | 마에다 테츠          |
| CGV 한국장편영화 개봉지원상      | 《반두비》                                | 신동일               |
| KT&G상상마당상 - 감독상          | 《뉴스페이퍼맨 - 어느 신문지국장의 죽음》 | 김은경               |
| KT&G상상마당상 - 심사위원 특별상 | 《유랑시대》                              | 김보라               |
| 아시아영화진흥기구상             | 《하수구》                                | 쉐라드 안소니 산체즈 |

### 2010년대

#### 제11회
| 시상 구분            | 수상작                | 감독            |
| -------------------- | --------------------- | --------------- |
| 우석상               | 《수사》              | 루수단 피르벨리 |
| 심사위원 특별상      | 《고추잠자리》        | 지에카이 리아오 |
| JJ-Star상            | 《레인보우》          | 신수원          |
| JIFF 관객상          | 《저 달이 차기 전에》 | 서세진          |
| 무비꼴라쥬상         | 《이파네마 소년》     | 김기훈          |
| 관객평론가상         | 《이파네마 소년》     | 김기훈          |
| 이스타항공상         | 《얼어붙은 땅》       | 김태용 (1987년) |
| 아시아영화진흥기구상 | 《크래쉬》            | 페페 디옥노     |

#### 제12회
| 시상 구분                      | 수상작                           | 감독                              |
| ------------------------------ | -------------------------------- | --------------------------------- |
| 우석상                         | 《장 쟝티》                      | 이스라엘 카르데나스, 진 레미 겐틸 |
| 심사위원 특별상                | 《엘류테리아의 꿈》              | 렘튼 시에가 수아솔라              |
| JJ-Star상                      | 《다시 태어나고 싶어요, 안양에》 | 박찬경                            |
| JIFF 관객상                    | 《미국의 바람과 불》             | 김경만                            |
| JIFF 관객상                    | 《트루맛쇼》                     | 김재환                            |
| 무비꼴라쥬상                   | 《뽕똘》                         | 오멸                              |
| 관객평론가상                   | 《보라》                         | 이강현                            |
| 감독상                         | 《고백》                         | 유지영                            |
| ZIP&상                         | 《더블 클러치》                  | 안국진                            |
| 이스타 넷팩상                  | 《독신남》                       | 지 하우                           |
| 한국단편경쟁 - 심사위원 특별상 | 《험한 교육》                    | 조승연                            |

#### 제13회
| 시상 구분       | 수상작                   | 감독              |
| --------------- | ------------------------ | ----------------- |
| 우석상          | 《자코모의 여름》        | 알레산드로 코모딘 |
| 심사위원 특별상 | 《엑스 프레스》          | 젯 레이코         |
| JJ-Star상       | 《잠 못 드는 밤》        | 장건재            |
| JIFF 관객상     | 《강은 한때 인간이었다》 | 잔 자베일         |
| JIFF 관객상     | 《잠 못 드는 밤》        | 장건재            |
| ZIP&상          | 《오목어》               | 김진만            |
| 이스타 넷팩상   | 《플로렌티나 후발도》    | 라브 디아즈       |

#### 제14회
| 시상 구분                 | 수상작                                           | 감독            |
| ------------------------- | ------------------------------------------------ | --------------- |
| 국제경쟁 - 대상           | 《공동정범》                                     | 이혁상, 김일란  |
| 국제경쟁 - 대상           | 《빈곤의 얼굴들 3 〈가족이 있어서 어렵습니다〉》 | 장호경          |
| 대상                      | 《파괴된 낙원》                                  | 이브 드부아즈   |
| 우석상                    | 《깃털》                                         | 오자와 마사토   |
| 우석상                    | 《맘메이 아저씨》                                | 드웨인 발타자르 |
| 심사위원 특별상           | 《눈물과 웃음의 베오그라드 안내서》              | 보얀 불테리치   |
| JJ-Star상                 | 《디셈버》                                       | 박정훈          |
| 무비꼴라쥬상              | 《환상속의 그대》                                | 강진아          |
| 무비꼴라쥬상              | 《레바논 감정》                                  | 정영헌          |
| 관객평론가상              | 《마이 플레이스》                                | 박문칠          |
| 한국단편경쟁 - 대상       | 《잘 먹고 잘 사는 법》                           | 정한진          |
| 한국단편경쟁 - 감독상     | 《가면과 거울》                                  | 민병훈          |
| 한국단편경쟁 - 심사위원상 | 《두 신사》                                      | 박재옥          |
| 아시아영화진흥기구상      | 《플래시백 메모리즈 3D》                         | 마츠에 테츠야키 |

#### 제15회
| 시상 구분                      | 수상작                                | 감독              |
| ------------------------------ | ------------------------------------- | ----------------- |
| 국제경쟁 - 대상                | 《공포의 역사》                       | 벤자민 나이스타트 |
| 우석상                         | 《죽음의 해안》                       | 로이스 파티노     |
| 심사위원 특별상                | 《호텔 누에바 이슬라》                | 이레네 구띠에레스 |
| 한국경쟁 - 대상                | 《새출발》                            | 장우진            |
| 무비꼴라쥬상                   | 《마녀》                              | 유영선            |
| 무비꼴라쥬상                   | 《60만 번의 트라이》                  | 박사유, 박돈사    |
| 한국단편경쟁 - 대상            | 《저 문은 언제부터 열려있었던 거지?》 | 김유리            |
| 한국단편경쟁 - 감독상          | 《12번째 보조사제》                   | 장재현            |
| 한국단편경쟁 - 심사위원 특별상 | 《호산나》                            | 나영길            |
| 아시아영화진흥기구상           | 《동경가족》                          | 야마다 요지       |

#### 제16회
| 시상 구분                      | 수상작                   | 감독                 |
| ------------------------------ | ------------------------ | -------------------- |
| 국제경쟁 - 대상                | 《변방의 시인》          | 쥐 안치              |
| 국제경쟁 - 특별언급상          | 《내 숨이 멎을 때까지》  | 에미네 에멜 발시     |
| 작품상                         | 《자상》                 | 리카르도 실바        |
| 심사위원 특별상                | 《전쟁을 준비하라》      | 루카스 발렌타 라이너 |
| 한국경쟁 - 대상                | 《성실한 나라의 앨리스》 | 안국진               |
| 한국경쟁 - 특별언급상          | 《울보》                 | 이진우               |
| CGV아트하우스 - 배급지원상     | 《춘희막이》             | 박혁지               |
| CGV아트하우스 - 창작지원상     | 《소년》                 | 김현승               |
| 한국단편경쟁 - 대상            | 《토끼의 뿔》            | 한인미               |
| 한국단편경쟁 - 감독상          | 《폭력의 틈》            | 임철                 |
| 한국단편경쟁 - 심사위원 특별상 | 《고란살》               | 서정신우             |
| 아시아영화진흥기구상           | 《해에게서 소년에게》    | 안슬기               |

#### 제17회
| 시상 구분                      | 수상작                      | 감독            |
| ------------------------------ | --------------------------- | --------------- |
| 국제경쟁 - 대상                | 《샌드 스톰》               | 일리트 젝세르   |
| 국제경쟁 - 특별언급상          | 《죽음은 느리게 전진한다 》 | 마우로 헤르세   |
| 작품상                         | 《숏 스테이》               | 테드 펜트       |
| 심사위원 특별상                | 《상처받은 천사》           | 에미르 바이가진 |
| 한국경쟁 - 대상                | 《연애담》                  | 이현주          |
| 한국경쟁 - 대상                | 《델타 보이즈》             | 고봉수          |
| 한국경쟁 - 특별언급상          | 《물숨》                    | 고희영          |
| CGV아트하우스 - 배급지원상     | 《물숨》                    | 고희영          |
| CGV아트하우스 - 창작지원상     | 《델타 보이즈》             | 고봉수          |
| 한국단편경쟁 - 대상            | 《여름밤》                  | 이지원          |
| 한국단편경쟁 - 감독상          | 《순환하는 밤》             | 백종관          |
| 한국단편경쟁 - 심사위원 특별상 | 《사슴꽃》                  | 김강민          |
| 아시아영화진흥기구상           | 《자백》                    | 최승호          |
| 다큐멘터리상                   | 《자백》                    | 최승호          |

#### 제18회
| 시상 구분                      | 수상작            | 감독                |
| ------------------------------ | ----------------- | ------------------- |
| 국제경쟁 - 대상                | 《라이플》        | 다비 프레토         |
| 작품상                         | 《공원의 연인》   | 다미앙 마니벨       |
| 심사위원 특별상                | 《인 비트윈》     | 마이살룬 하무드     |
| 심사위원 특별상                | 《인류의 상승》   | 에두아르도 윌리엄스 |
| 한국경쟁 - 대상                | 《폭력의 씨앗》   | 임태규              |
| 유니온투자파트너스상           | 《샘》            | 황규일              |
| CGV아트하우스 - 배급지원상     | 《폭력의 씨앗》   | 임태규              |
| CGV아트하우스 - 창작지원상     | 《해피뻐스데이》  | 이승원              |
| 한국단편경쟁 - 대상            | 《가까이》        | 배경헌              |
| 한국단편경쟁 - 감독상          | 《혜영》          | 김용삼              |
| 한국단편경쟁 - 심사위원 특별상 | 《봄동》          | 채의석              |
| 아시아영화진흥기구상           | 《이중섭의 눈》   | 김희철              |
| 다큐멘터리상                   | 《푸른나비효과》  | 박문칠              |
| 대명컬처웨이브상               | 《튼튼이의 모험》 | 고봉수              |

#### 제19회
| 시상 구분                      | 수상작             | 감독                |
| ------------------------------ | ------------------ | ------------------- |
| 국제경쟁 - 대상                | 《상속녀》         | 마르셀로 마르티네시 |
| 작품상                         | 《머나먼 행성》    | 쉐반 미즈라히       |
| 심사위원 특별상                | 《회귀》           | 말레나 최           |
| 한국경쟁 - 대상                | 《성혜의 나라》    | 정형석              |
| 유니온투자파트너스상           | 《졸업》           | 허지예              |
| CGV아트하우스 - 배급지원상     | 《비행》           | 조성빈              |
| CGV아트하우스 - 창작지원상     | 《내가 사는 세상》 | 최창환              |
| 한국단편경쟁 - 대상            | 《동아》           | 권예지              |
| 한국단편경쟁 - 감독상          | 《환불》           | 송예진              |
| 한국단편경쟁 - 심사위원 특별상 | 《종말의 주행자》  | 조현민              |
| 아시아영화진흥기구상           | 《어른도감》       | 김인선              |
| 다큐멘터리상                   | 《서산개척단》     | 이조훈              |

#### 제20회
| 시상 구분                     | 수상작 | 감독   |
| ----------------------------- | ------ | ------ |
| 한국단편경쟁 - 심사위원특별상 | 《병》 | 이우동 |